# Танганика (провинция)
Вижте пояснителната страница за други значения на Танганика.
Танганика (на френски и на суахили: Tanganyika) е една от провинциите на Демократична република Конго. Разположена е в югоизточната част на страната и граничи с Танзания и Замбия. Името на провинцията идва от езерото Танганика, формиращо източната ѝ граница. Столицата на провинцията е град Калемие. Площта на Танганика е 134 940 км², а населението, според проекция за юли 2015 г., е 3 062 000 души. Най-масово говореният език в провинцията е езикът суахили.